# Valdehijaderos
Valdehijaderos ist ein Ort und eine westspanische Gemeinde (municipio) mit 84 Einwohnern (Stand: 2024) in der Provinz Salamanca in der Autonomen Region Kastilien-León.

## Lage
Valdehijaderos liegt etwa 65 Kilometer südsüdwestlich von Salamanca und etwa 210 Kilometer westlich von Madrid in einer Höhe von ca. 780 m.
Das Klima im Winter ist kühl, im Sommer dagegen durchaus warm; die Niederschlagsmengen (838 mm) fallen – mit Ausnahme der nahezu regenlosen Sommermonate – verteilt übers ganze Jahr.

## Bevölkerungsentwicklung
| Jahr      | 1970 | 1981 | 1991 | 2001 | 2011 | 2021 |
| Einwohner | 242  | 183  | 136  | 112  | 90   | 73   |

Der deutliche Bevölkerungsrückgang seit den 1950er Jahren ist im Wesentlichen auf die Mechanisierung der Landwirtschaft sowie auf die Aufgabe von bäuerlichen Kleinbetrieben und den damit einhergehenden Verlust an Arbeitsplätzen zurückzuführen (Landflucht).

## Sehenswürdigkeiten
- Reste einer römischen Brücke
- Kirche Dekapitation des Johannes (Iglesia de San Juan Degollado)
- Markuskapelle

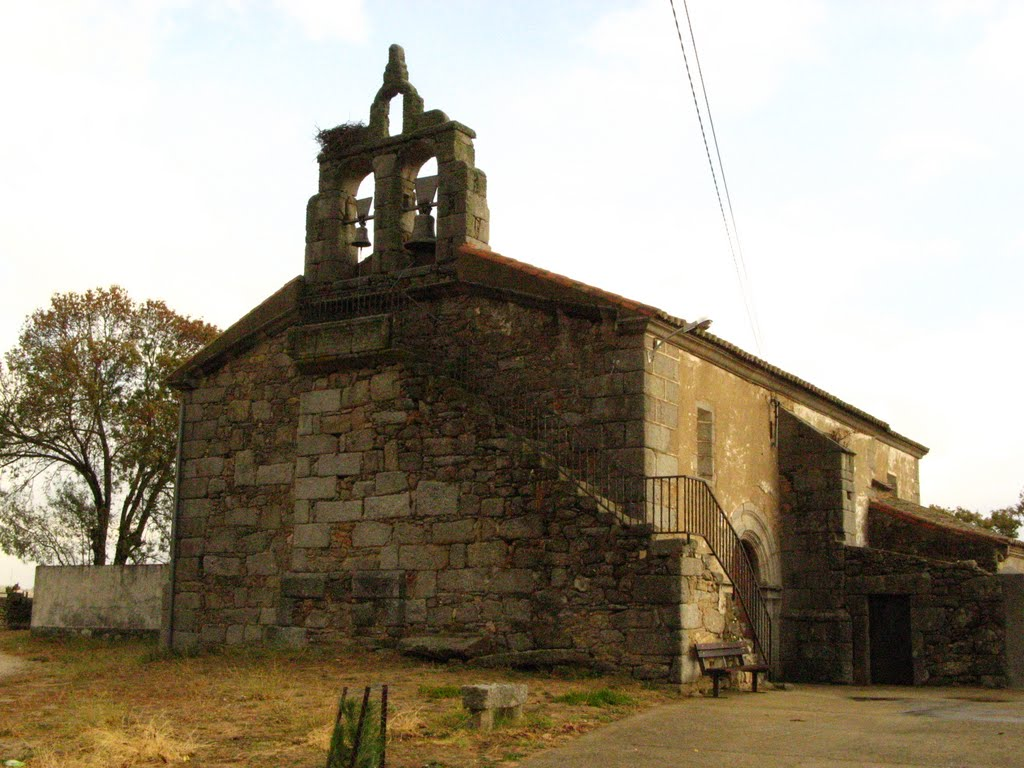
Kirche Dekapitation des Johannes